# Ausoni (mitologia)
Ausoni era un fill d'Ulisses, concebut durant els seus viatges de retorn a Ítaca. Es deia que era fill de Circe o potser de Calipso. La tradició transmesa per Ovidi i sobretot per Servi deia que era germà de Latinus i va tenir un fill, Líparos, epònim de l'illa de Lipari.
Ausoni donà nom al poble dels ausonis, els primers habitants d'Itàlia, que llavors duia el nom d'Ausònia. Va ser el primer rei d'aquell país. Tzetzes diu que Ausoni era fill d'Ital i de Leucària, i que el nom d'Ausoni li ve donat d'Ausònia, l'antic nom d'Itàlia.